# Walter Bucher

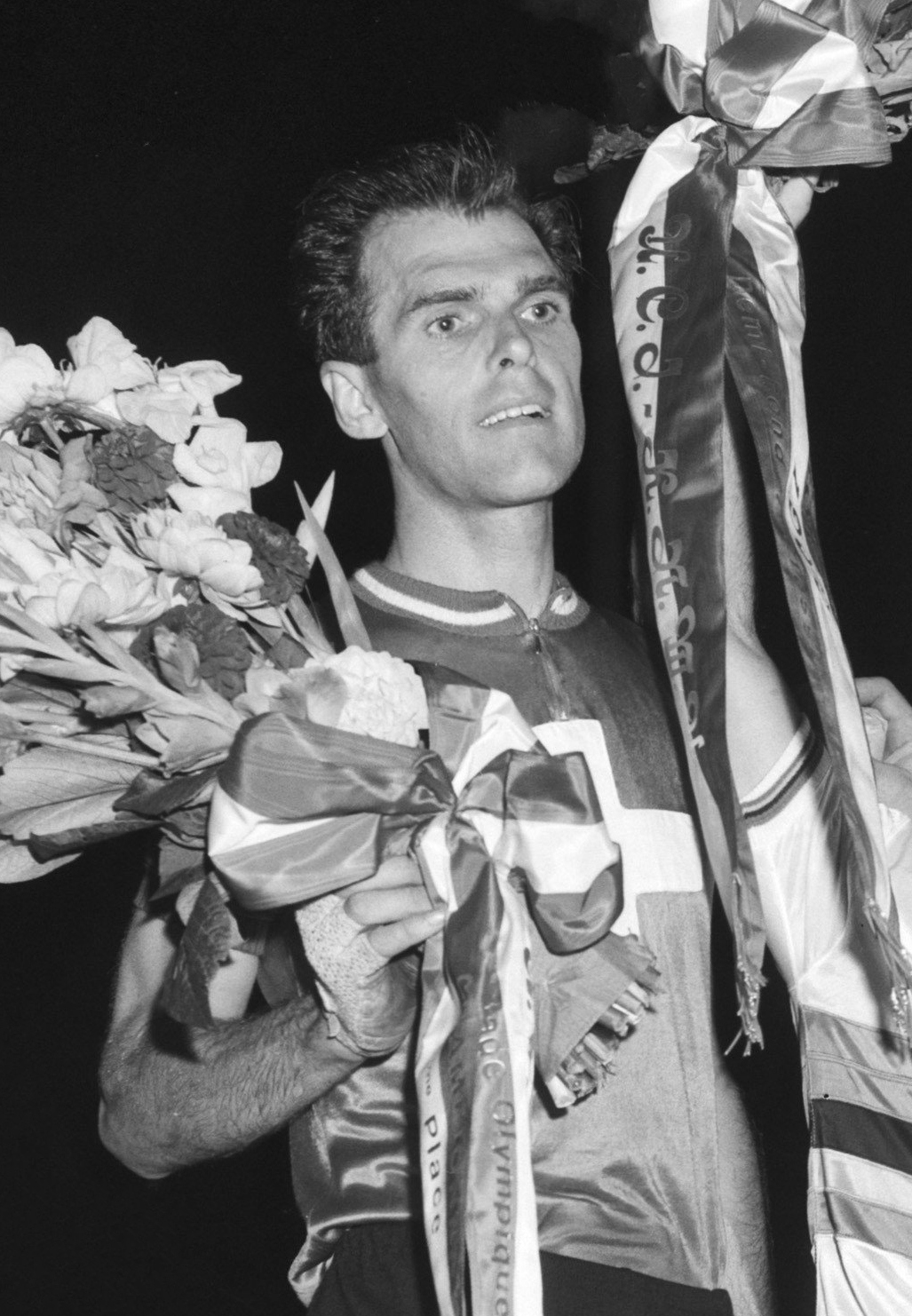
Walter Bucher, 1959

Walter Bucher (* 8. Juni 1926 in Zürich; † 6. März 2025 ebenda) war ein Schweizer Radrennfahrer.

## Sportliche Laufbahn
Als Amateur trat Bucher vor allem mit vielen Siegen bei Kriterien hervor, 1949 und 1950 war er jeweils bester Amateur in der schweizerischen Jahreswertung. Er startete für den Verein RV Höngg. Im Herbst 1950 gab er sein Debüt als Berufsfahrer bei einem Bahnrennen in Zürich. 1955 siegte er in der Vier-Kantone-Rundfahrt. 1959 belegte Walter Bucher den zweiten Platz bei der Meisterschaft von Zürich. Im Jahr darauf wurde er Profi und konzentrierte sich auf den Bahnradsport. Fünfmal – 1955, 1957, 1958, 1959 und 1960 – wurde er Schweizer Meister der Steher. Bei den UCI-Bahn-Weltmeisterschaften 1958 in Paris errang er den Weltmeister-Titel der Profi-Steher, nachdem er schon 1955 in Mailand und 1957 den zweiten Platz sowie 1956 den dritten Platz belegt hatte. Zur Zeit seines Erfolges bei der Weltmeisterschaft startete er für das Radsportteam Victoria aus Deutschland. 1957 wurde er Dritter bei den Europameisterschaften im Steherrennen. 1959 wurde er nochmals Vize-Weltmeister. Nach einem Sturz auf der Bahn in Oerlikon beendete er seine Karriere als Steher.

Walter Bucher (rechts) und Hugo Koblet (links), 1957

Bucher war auch ein erfolgreicher Sechstagefahrer: Er startete bei insgesamt 66 Rennen, von denen er elf gewann, die meisten davon gemeinsam mit Jean Roth.
1961 konnte Bucher nicht bei den UCI-Bahn-Weltmeisterschaften 1961 in Zürich vor heimischem Publikum starten, weil er sich kurz zuvor bei einem Sturz schwer verletzt hatte. Im Jahr darauf fuhr er noch einige Bahnrennen und beendete seine Rennfahrerkarriere.

## Berufliches
Sein erlernter Beruf war Maschinenschlosser. 1962 gründete er eine Spedition. Einige Jahre war er als Sportlicher Leiter von Radsportteams tätig, so zum Beispiel 1970 beim Team G.B.C.-Zimba. Wegen eines schweren Arbeitsunfalls musste er 1992 frühzeitig in Rente gehen.